# ブリンディジ
ブリンディジ（イタリア語: Brindisi ( 音声ファイル)）は、イタリア共和国南部・プーリア州にある都市で、その周辺地域を含む人口約8万7000人の基礎自治体（コムーネ）。ブリンディジ県の県都である。

## 概略
アドリア海に面した港湾都市で、ローマ帝国時代から地中海の要衝として栄えた。19世紀中盤にスエズ運河が開通して以降は、フランスのマルセイユなどと並び、日本などアジアとヨーロッパとを結ぶ航路（欧亜航路）の発着地のひとつであった。
現在でもイタリア国内をはじめ、ギリシアやアドリア海沿岸諸国、北アフリカをはじめとする地中海地方各地へのフェリーをはじめとする海路の拠点であり、イタリアの代表的な港の一つである。

## 名称
- 古代ギリシア語: Βρεντεσιον / Brentèsion（ブレンテシオン）
- ラテン語: Brundisium（ブルンディシウム）

Brindisiは、日本語では「ブリンディシ」とも転記される。歴史的には「ブリンデッシ」、「ブリンヂシ」など多様に表記されてきた。

## 地理

### 位置・広がり
ブリンディジの街は、ブリンディジ県南東部のアドリア海沿岸に位置し、レッチェから北北西へ約37km、ターラントから東北東へ約62km、州都バーリから南東へ約105km、首都ローマから東南東へ約477kmの距離にある。また、アドリア海を隔てて、アルバニアのティラナの南西約175km、ギリシャのヨアニナの北西約270kmに位置する。

#### 隣接コムーネ
隣接するコムーネは以下の通り。
- カロヴィーニョ
- チェッリーノ・サン・マルコ
- ラティアーノ
- メザーニェ
- サン・ドーナチ
- サン・ピエトロ・ヴェルノーティコ
- サン・ヴィート・デイ・ノルマンニ

## 歴史
古代より地中海交易を通じて繁栄した。ローマから750kmに及ぶアッピア街道の終点として知られる。古代ローマ帝国を代表する詩人であるウェルギリウスは、この地で死去した。

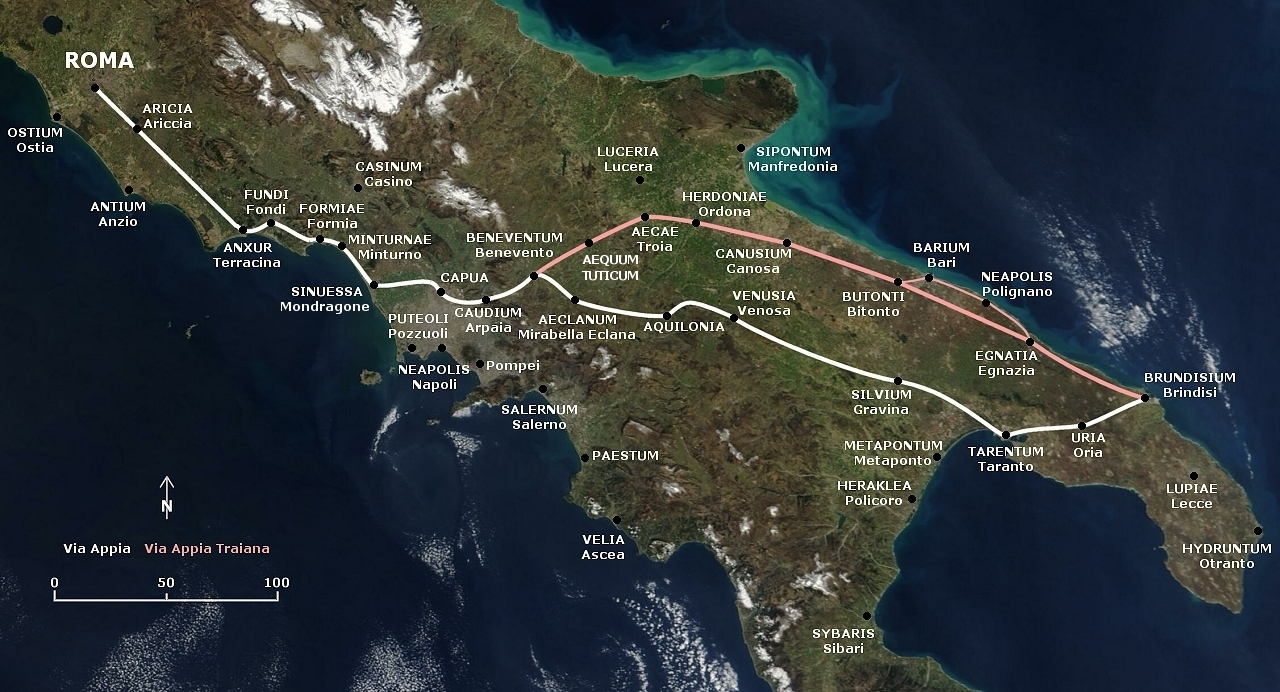
アッピア街道

その後、東ローマ帝国や両シチリア王国などの支配下におかれ、19世紀後半にイタリア王国の一部となった。1943年、ムッソリーニ政権崩壊後のバドリオ政権がドイツ軍に攻撃されてローマからの遷都を余儀なくされたため、1944年までブリンディジに都が置かれた。

## 文化

### ブリンディジが登場する作品

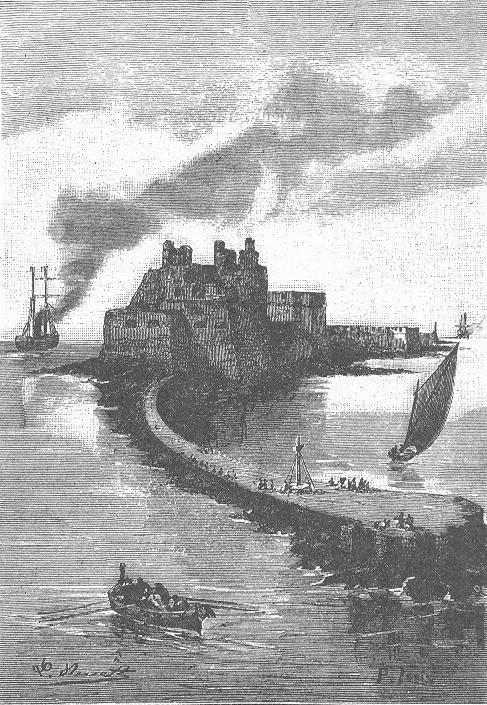
ジュール・ヴェルヌ『アドリア海の復讐』（1885年）の挿絵に描かれたブリンディジ港（レオン・ベネット画）

森鷗外の小説『舞姫』の冒頭部に、ブリンディジ（作中の表記では「フリンヂイシイ」あるいは「ブリンヂイシイ」）の名が登場している。『舞姫』は、ブリンディジ港から欧亜航路で帰国の途に就いた主人公が旅の途中「セイゴンの港」で書いた回想録という形式をとっている。なお、作者森林太郎（鷗外）が洋行した際にはフランス郵船を利用し、往復ともにマルセイユ着発であったと考えられる。それゆえ、主人公のブリンディジからの出発は、フィクションの要素として意識的に書き込まれたと解釈することができる（ただし、当時ブリンディジを発つ船はサイゴンには寄港しなかったことから、テクスト分析上の謎となっている）。
賀川豊彦の小説『使徒パウロ』（未完）では、初代教会の中心的人物であるプリスキラとアキラが、ブリンディジ（作中の表記では「ブランデイヂー」）からコリントに旅立っている。これは、新約聖書の使徒言行録18章2節の記述をもとに、賀川が脚色した描写である。（史実のプリスキラとアキラがイタリアのどの港から出発したのかは、聖書本文には記述がない。）
また、テレビアニメ『ポルフィの長い旅』では、ギリシャから来た主人公が最初にたどり着いたイタリアの街がブリンディジである。

## 交通

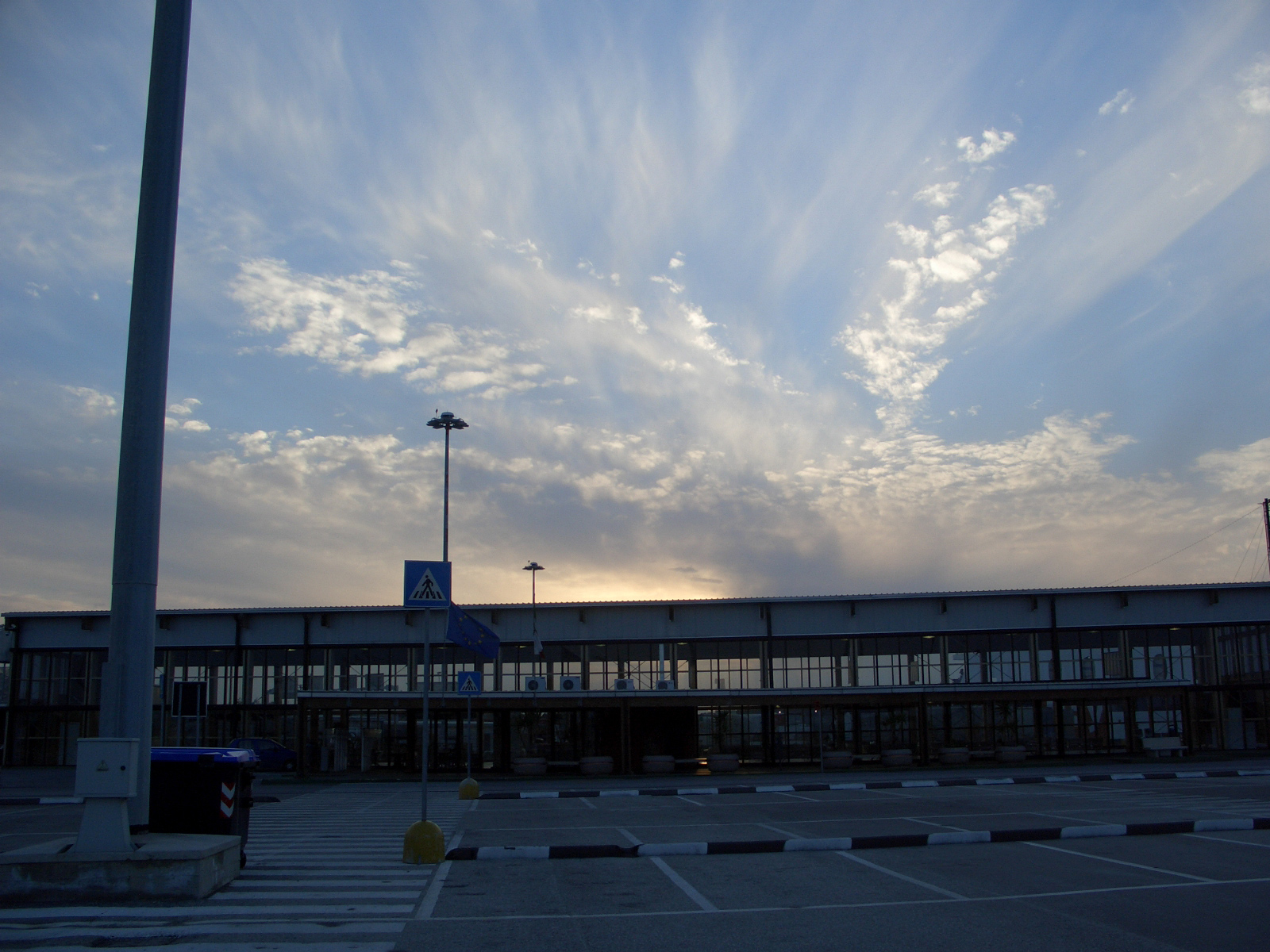
ブリンディジ港

海運向けの港の他にも、市街地にブリンディジ空港があり、アリタリア航空などの定期便がイタリア国内の他にヨーロッパ各国、アフリカ間に就航している。また、高速道路を使った高速バスや、イタリア国鉄の各路線でもイタリア国内の各都市と結ばれている。

## 姉妹都市
- ルシュニャ、アルバニア
- パトラ、ギリシャ
- ケルキラ、ギリシャ